# Иван дьо Вестин
Анри Пиер дьо Вестин, публицистичен псевдоним Иван дьо Вестин (на френски: Ivan de Woestyne), е френски журналист от белгийски произход. Военен кореспондент е в Руско-турската война (1877 – 1878).

## Биография
Иван дьо Вестин е роден през 1834 г. в град Иксел, Белгия. Кореспондент е на вестник Le Figaro („Фигаро“). Той е сред първите западни журналисти, проникнали в България скоро след Априлското въстание – през юли 1876 г. Описва жестокото му потушаване в поредица от статии. Издава ги в пътепис за пътуването си Voyage au pays des Bachi-Bouzoucks („Пътуване в страната на башибозука“) в Париж, същата година. Преведен е на български през 1971 г. със заглавието „Пътуване в страната на въстаналите българи“.
Рожденото му име е Анри Пиер дьо Вестин, но се подписва с прозвището „Иван“ от симпатия към славяните. Застъпник е на българската национална кауза.
По време на Руско-турската война (1877 – 1878) е военен кореспондент на в-к „Фигаро“. Публикува множество кореспонденции от театъра на военните действия.